# إرنست روش
إرنست روش (بالفرنسية: Ernest Roche)‏ هو سياسي فرنسي، ولد في 29 أكتوبر 1850 في بوردو في فرنسا، وتوفي في 27 ديسمبر 1917 في باريس في فرنسا. حزبياً، نشط في Central Revolutionary Committee ‏ ( – 1889) و (1889 – ). وقد انتخب نائب فرنسي.